# Папалекси (лунный кратер)

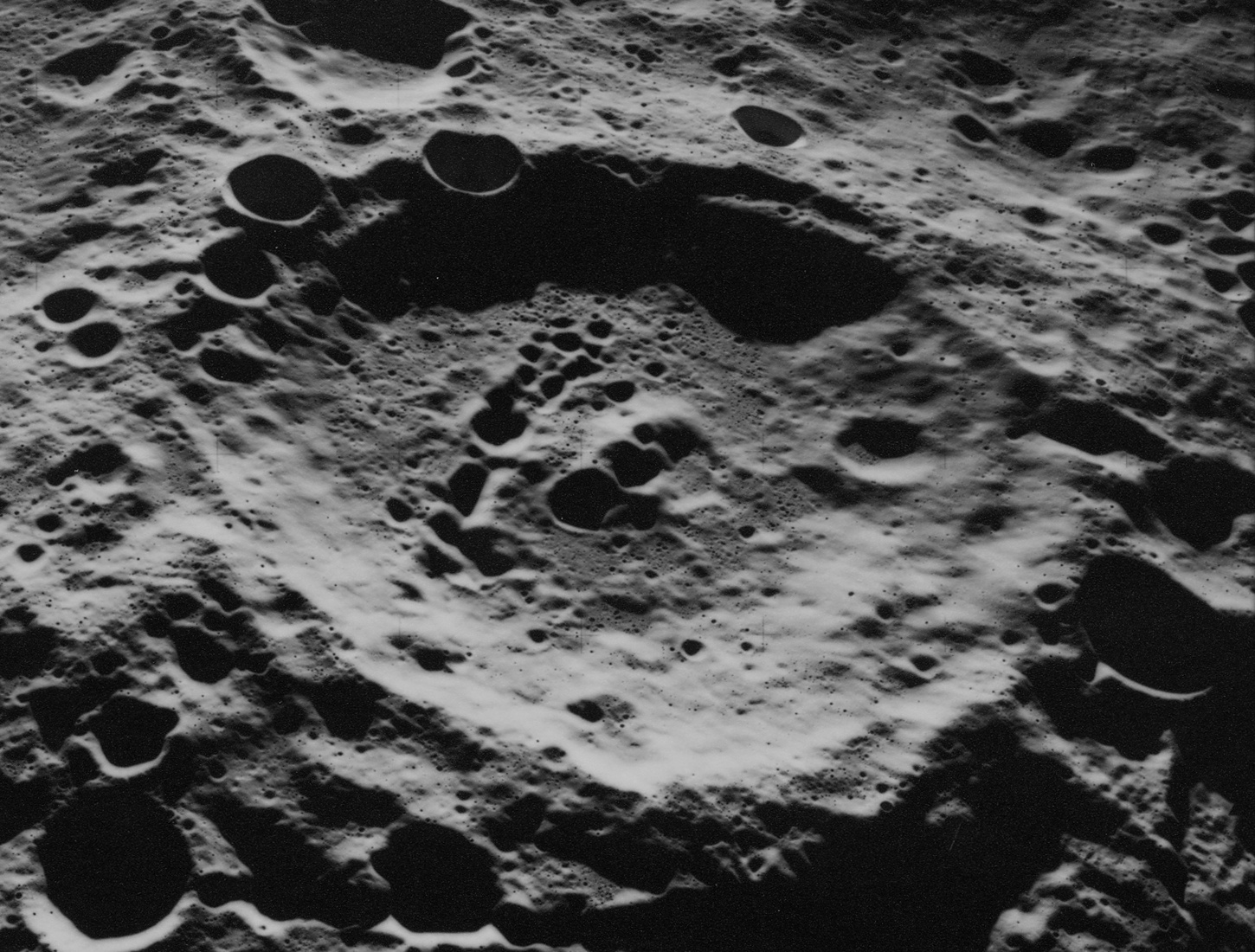
Кратер Папалекси — снимок с борта Аполлона-16.

Кратер Папалекси (лат. Papaleksi) — большой древний ударный кратер в экваториальной области обратной стороны Луны. Название присвоено в честь советского физика, основоположника радиоастрономии Николая Дмитриевича Папалекси (1880—1947) и утверждено Международным астрономическим союзом в 1970 г. Образование кратера относится к нектарскому периоду.

## Описание кратера
Ближайшими соседями кратера являются кратер Ван Гент на северо-западе; кратер Спенсер Джонс на северо-востоке; кратер Дюфе на юго-востоке и кратер Мандельштам примыкающий к южной-юго-западной части кратера Папалекси. Селенографические координаты центра кратера 10°09′ с. ш. 163°57′ в. д. / 10,15° с. ш. 163,95° в. д., диаметр 92 км, глубина 2,8 км.
Кратер Папалекси имеет полигональную форму и значительно разрушен. Вал сглажен, в юго-западной части перекрыт тремя приметными кратерами, в северо-западной части двойной. Внутренний склон неравномерный по ширине, особенно широкий в северной части, у подножья северной части внутреннего склона расположен небольшой кратер. Высота вала над окружающей местностью достигает 1460 м, объем кратера составляет приблизительно 9200 км³. Дно чаши пересеченное, несколько севернее центра расположен массивный хребет перекрытый тремя кратерами. Южнее центра чаши нахолдится разветвляющаяся цепочка небольших кратеров.

## Сателлитные кратеры
| Папалекси | Координаты                                            | Диаметр, км |
| --------- | ----------------------------------------------------- | ----------- |
| Q         | 9°35′ с. ш. 162°31′ в. д. / 9,58° с. ш. 162,51° в. д. | 12,2        |